# Huis te Ubbergen
Het Huis te Ubbergen was een kasteel in het Nederlandse dorp Ubbergen, provincie Gelderland. Van het kasteelcomplex is alleen een 19e-eeuws koetshuis bewaard gebleven, dat in 1980 is ingeschreven als rijksmonument.
Het Huis te Ubbergen functioneerde eeuwenlang als middelpunt van de heerlijkheid en het dorp Ubbergen. Het agrarische dorp was economisch gezien sterk verbonden met het kasteel en diens bewoners.

## Geschiedenis

### Middeleeuwen
De oudste vermelding van het kasteel dateert uit 1290 toen Werenbrecht van Ubbergen de hoge rechtspraak in de heerlijkheid toegewezen kreeg door koning Rudolf I. Werenbrecht en zijn opvolgers konden dankzij de burcht de handelsroute van Nijmegen naar Kleef controleren.
In de 14e eeuw werd het kasteel door een nieuwe burcht vervangen.
De familie van Ubbergen bleef tot midden 15e eeuw de eigenaar van de heerlijkheid en het kasteel. Via vererving kregen de families Van Ooij en Van Boinenburg de bezittingen in handen.

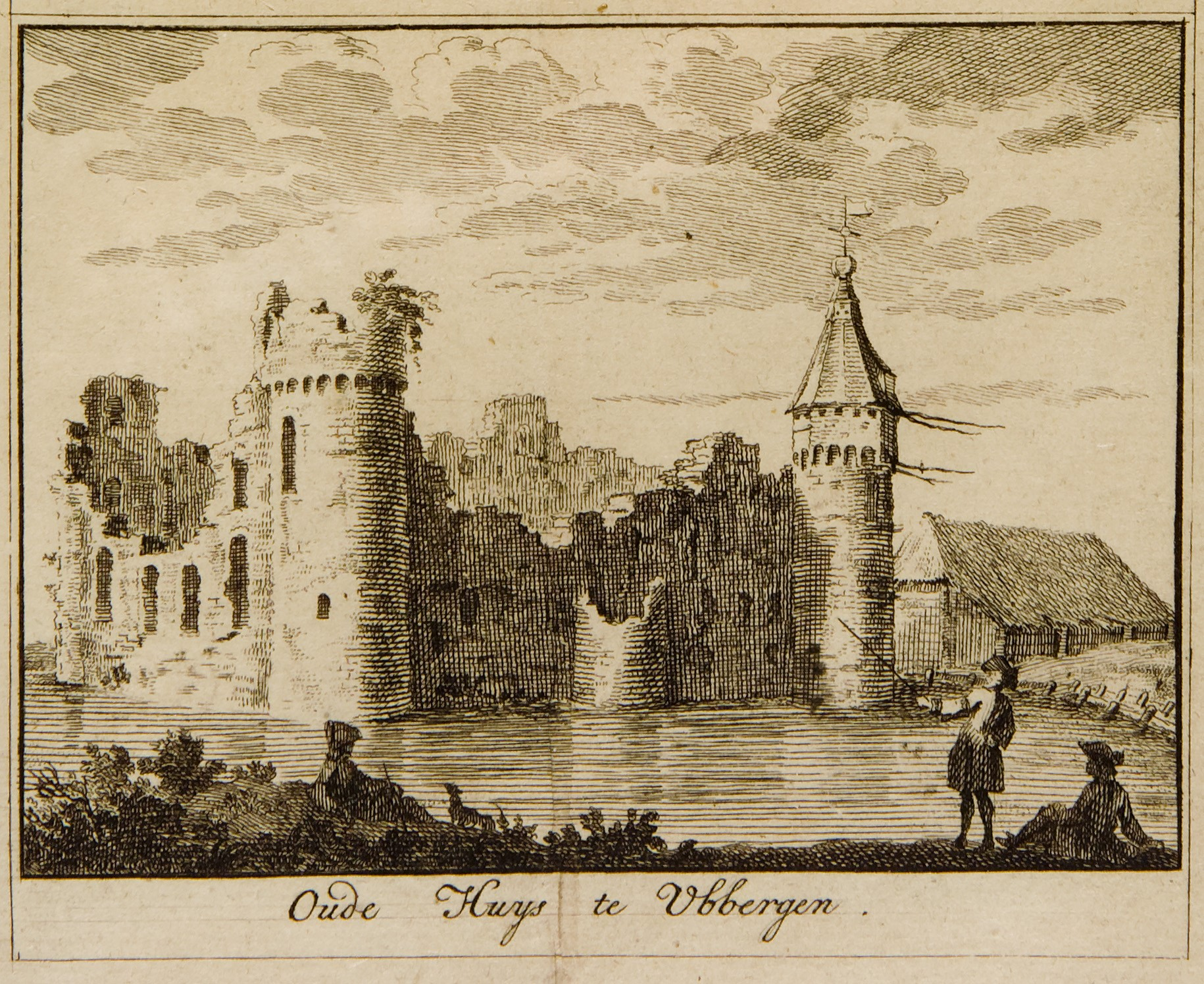
Ruïne van het middeleeuwse Huis te Ubbergen

### Afgebrand
Op 23 augustus 1582 werd het kasteel in brand was gestoken door burgers uit de stad Nijmegen, om te verhinderen dat de Spanjaarden het kasteel konden gebruiken als uitvalsbasis. Het kasteel verviel hierna verder tot een ruïne. Eigenaar Arnold van Boinenburg overleed in 1587 en liet de heerlijkheid en het afgebrande slot na aan zijn dochter Johanna. Zij trouwde in 1596 met Karel Vijgh. Het kasteel is waarschijnlijk rond 1630 weer bewoonbaar gemaakt door Nicolaas Vijgh, de zoon van Johanna en Karel. Ook de tuinaanleg is kennelijk verbeterd, want in 1660 werden de tuinen in een dichtwerkje nog uitgebreid besproken.

### Nieuwbouw
In 1715 werd Odilia Louise van Steelant, kleindochter van Nicolaas Vijgh, als erfgename beleend met Ubbergen. Men was overigens al in 1712 begonnen met de afbraak van het middeleeuwse kasteel, en Odilia en haar echtgenoot Johan van Welderen bouwden in 1715 op de plek van het oude kasteel een nieuw huis in barokstijl. Deze buitenplaats kreeg een grootschalig complex aan tuinen die eveneens in barokstijl werden uitgevoerd, waarschijnlijk naar een ontwerp van Daniel Marot.
In 1761 verkocht Bernhard van Welderen het kasteel aan de broers Abraham en Jacob de Mist. Drie jaar later was de stad Nijmegen kortstondig eigenaar. Na diverse wisselingen van eigenaarschap kwam het kasteel in 1818 terecht bij jonkheer G.J. Dommer van Poldersveldt. Deze familie breidde het kasteel uit en liet een nieuw park aanleggen.

### Afbraak
In 1868 liet de familie Dommer van Poldersveldt het kasteel afbreken. Ze verhuisden naar een nieuw onderkomen: het landhuis Torensigt, dat hoger op de heuvels was gelegen. De oude tuinen werd verkaveld om als bouwgrond te dienen voor villa’s en landhuizen.
Van het kasteel is alleen het koetshuis bewaard gebleven. Dit huis werd verbouwd tot de villa Rozendal.

## Beschrijving
Het Huis te Ubbergen stond aan de voet van de heuvelrug. Het 14e-eeuwse kasteel was een omgracht, rechthoekig hoofdgebouw met ronde hoektorens. Aan de westzijde lag de voorburcht. In de 17e eeuw is rondom het kasteel een tuinaanleg bewerkstelligd, bestaande uit een hoge, een lage, en een middentuin.
Het landhuis dat in 1715 op de plek van zijn middeleeuwse voorganger werd gebouwd, was een rechthoekig gebouw met souterrain, beletage en een verdieping. Het huis werd afgedekt door een opgaand schilddak. De voorgevel bestond uit negen traveeën. Buiten de gracht stonden enkele bijgebouwen, waaronder een oranjerie. De reeds bestaande tuinen werden opnieuw vormgegeven, naar een barokontwerp van Daniel Marot of een architect uit diens naaste omgeving.
Vanaf 1818 tot aan de afbraak in 1868 was de familie Dommer van Poldersveldt eigenaar van de goederen. Zij lieten het hoofdgebouw voorzien van twee zijvleugels, terwijl de beletage en verdieping van het hoofdgebouw werden voorzien van pilasters. De tuinen werden omgevormd tot een park in landschapsstijl, met vijver, bruggetjes, tempeltje en watervallen. In een ondergrondse ruimte bracht de familie hun collectie Romeinse oudheden onder; wellicht was deze ruimte een overgebleven kelder van het middeleeuwse kasteel.

### Villa Rozendal
In 1868 werd het Huis te Ubbergen afgebroken, maar het 19e-eeuwse koetshuis bleef gespaard. Dit werd omgebouwd tot een villa en kreeg de naam Rozendal. Het betreft een huis zonder verdieping en met een overstekend, met riet bedekt zadeldak. Op de dakkapel bevindt zich een dakruitertje.
Een deel van de oorspronkelijke kasteeltuinen is bewaard gebleven, zoals de grote vijver uit begin 19e eeuw.
De villa is aangewezen als rijksmonument.

## Afbeeldingen

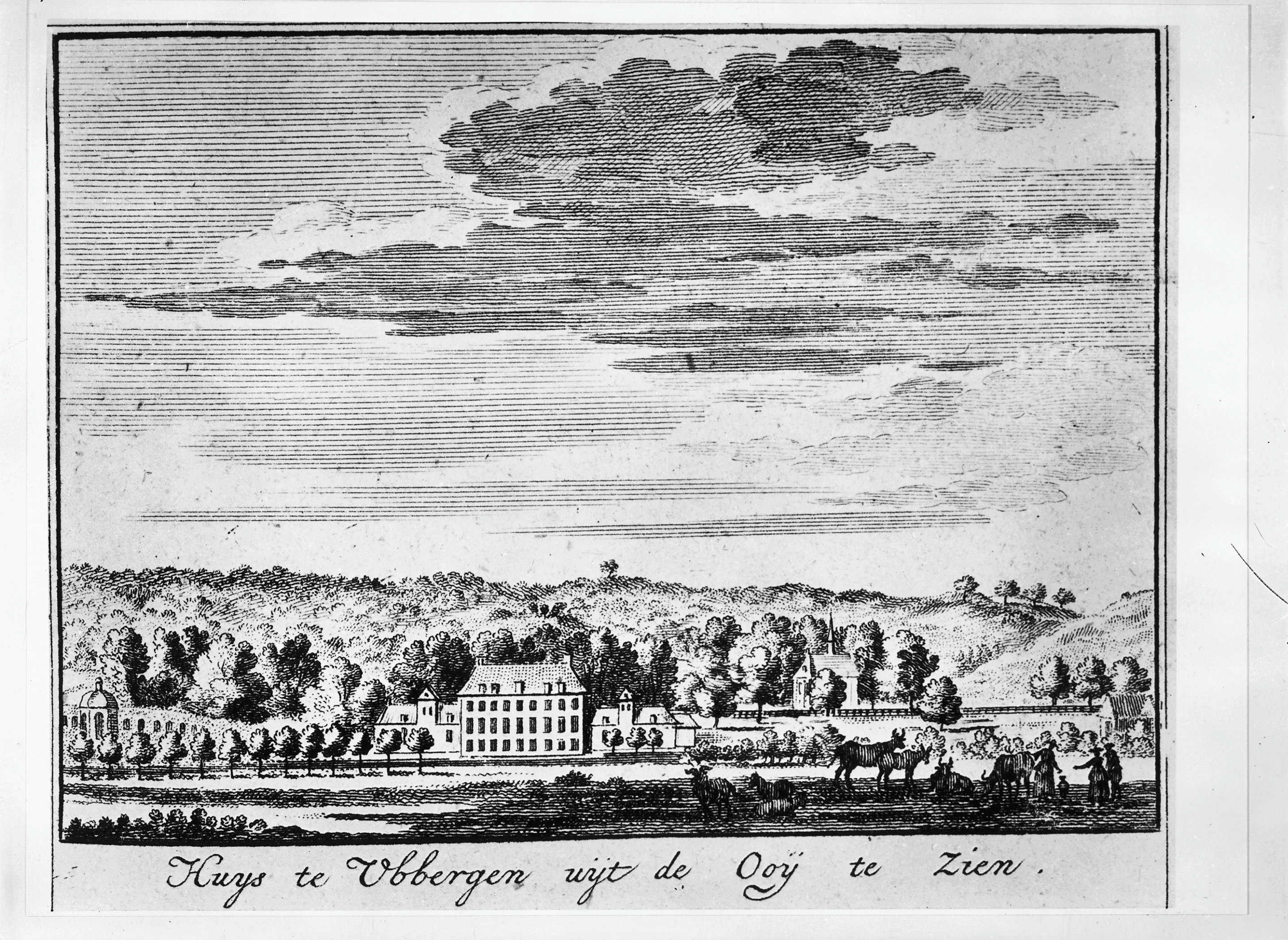
’Huys te Ubbergen’, door H.K.Arkstee, naar een voorbeeld van Cornelis Pronk uit 1731
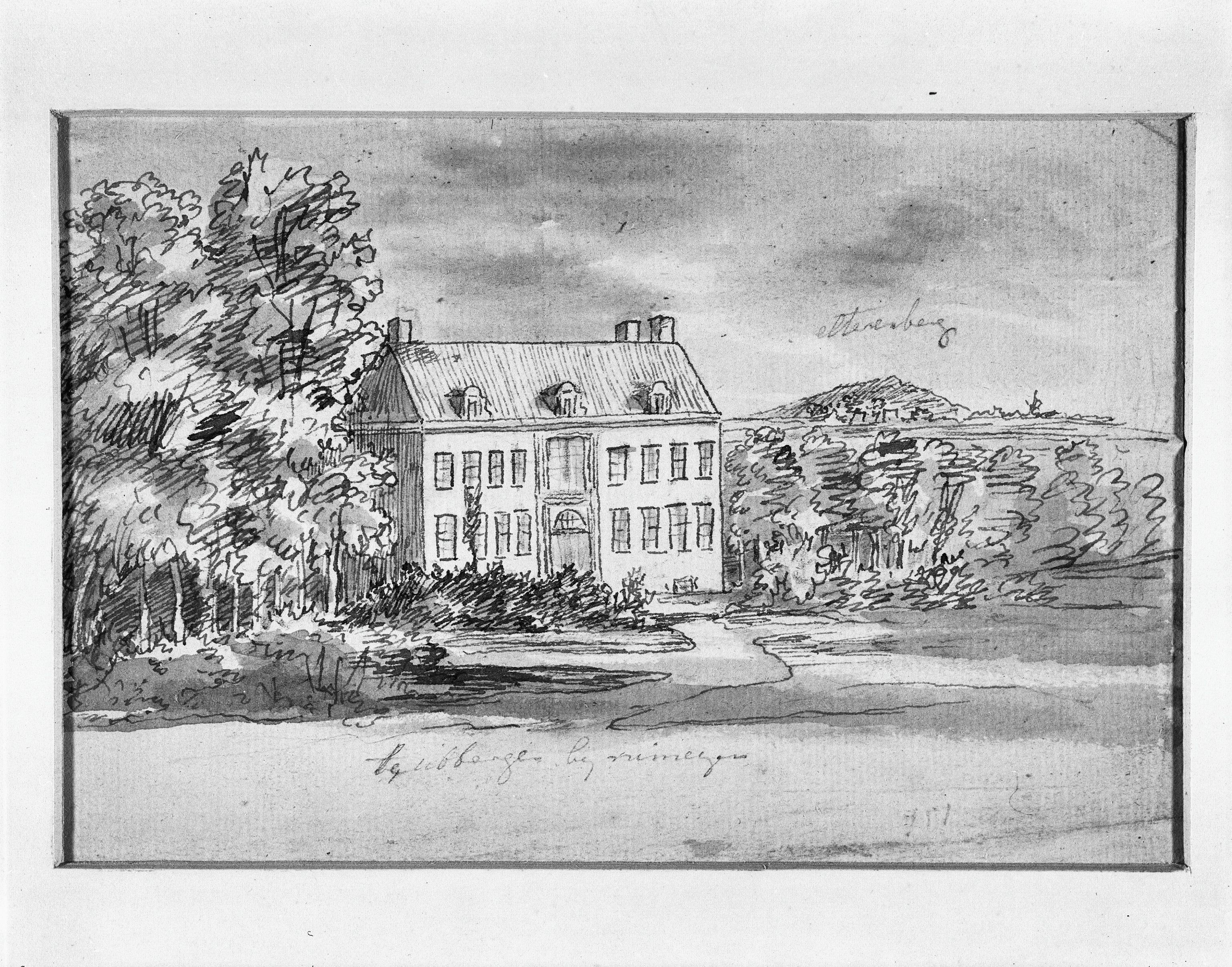
Huis te Ubbergen, midden 18e eeuw
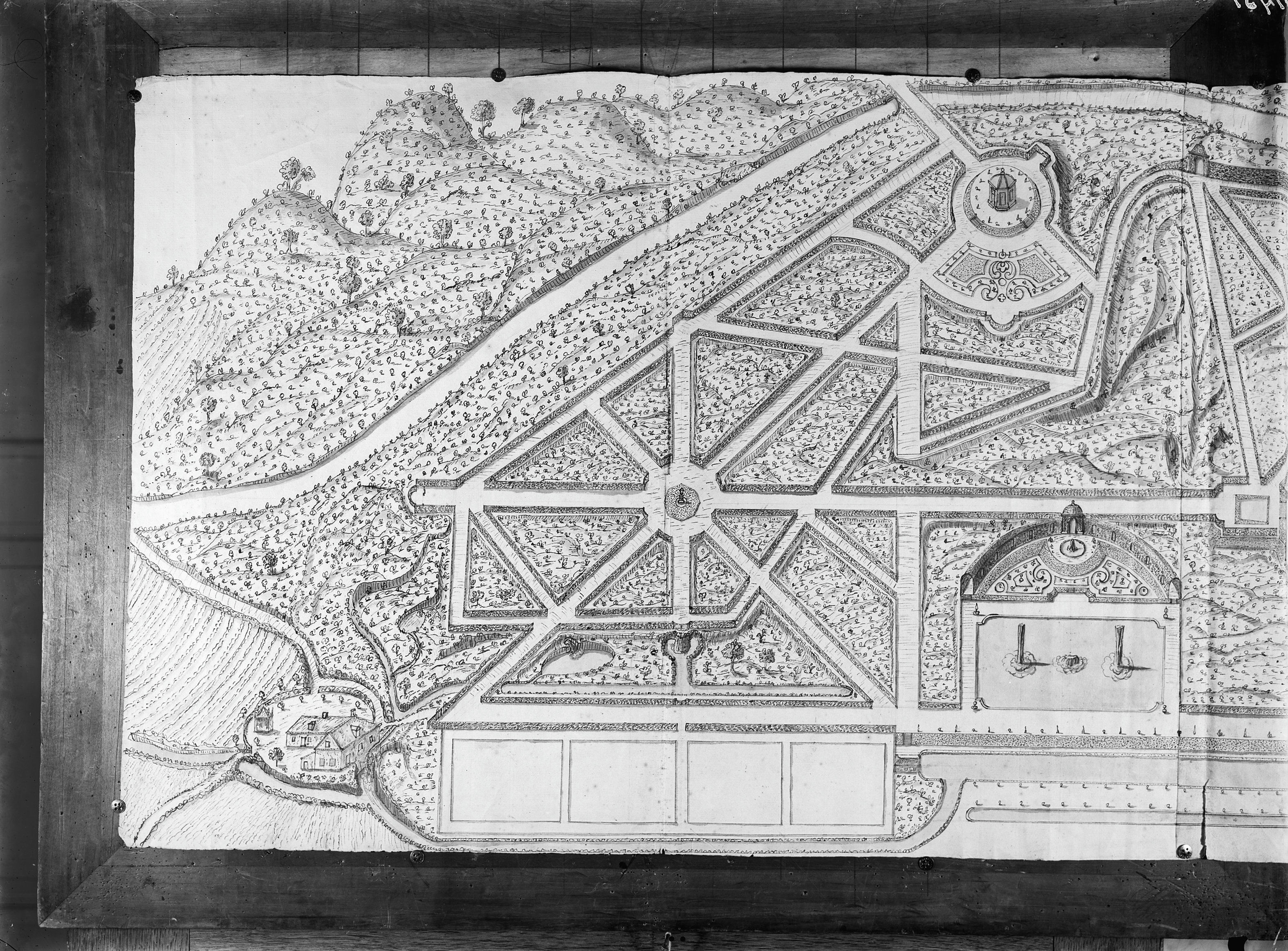
De tuinen van het Huis te Ubbergen, naar een tekening van waarschijnlijk Daniel Marot (linkerpagina)
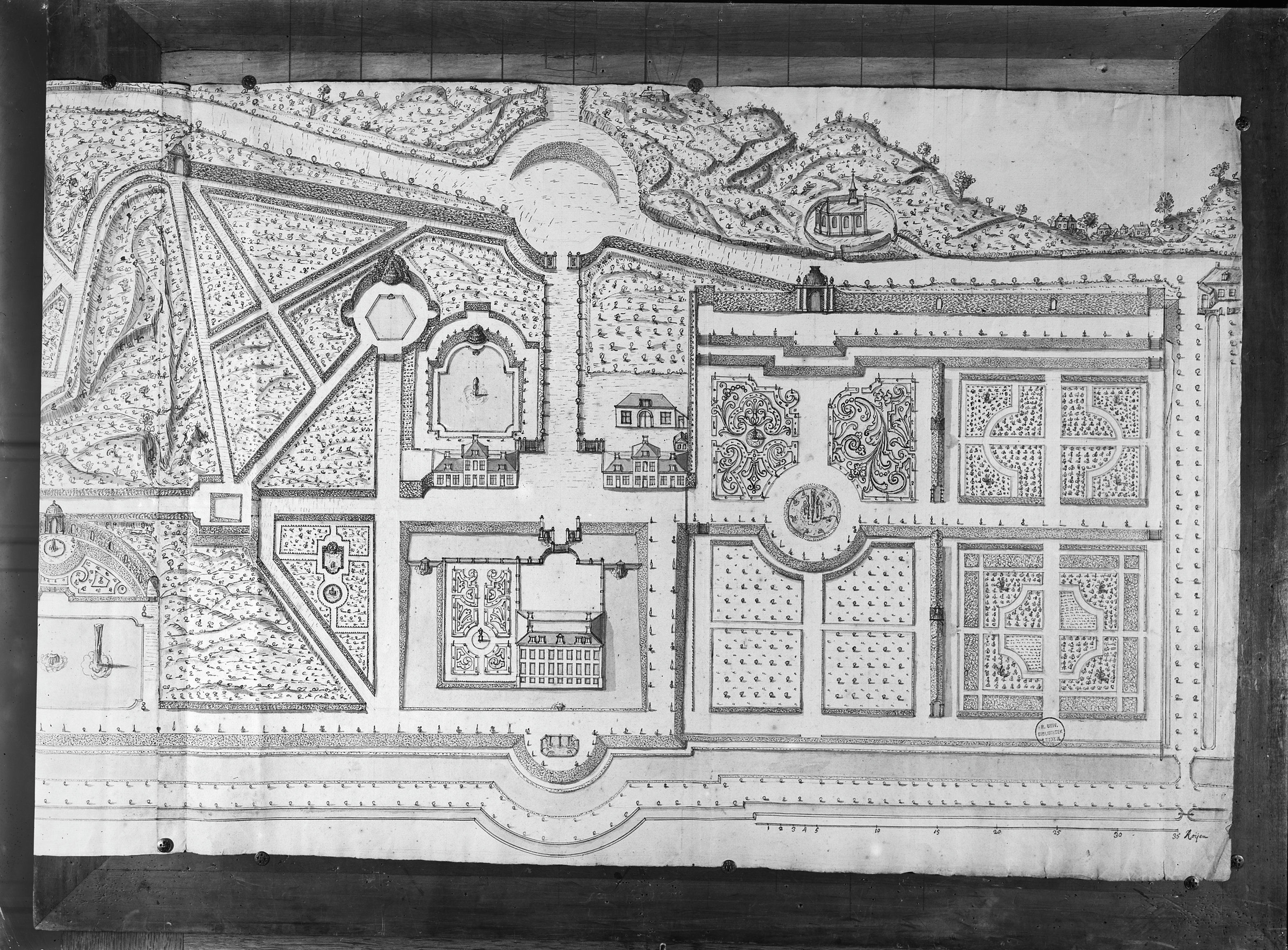
De tuinen van het Huis te Ubbergen, naar een tekening van waarschijnlijk Daniel Marot (rechterpagina)
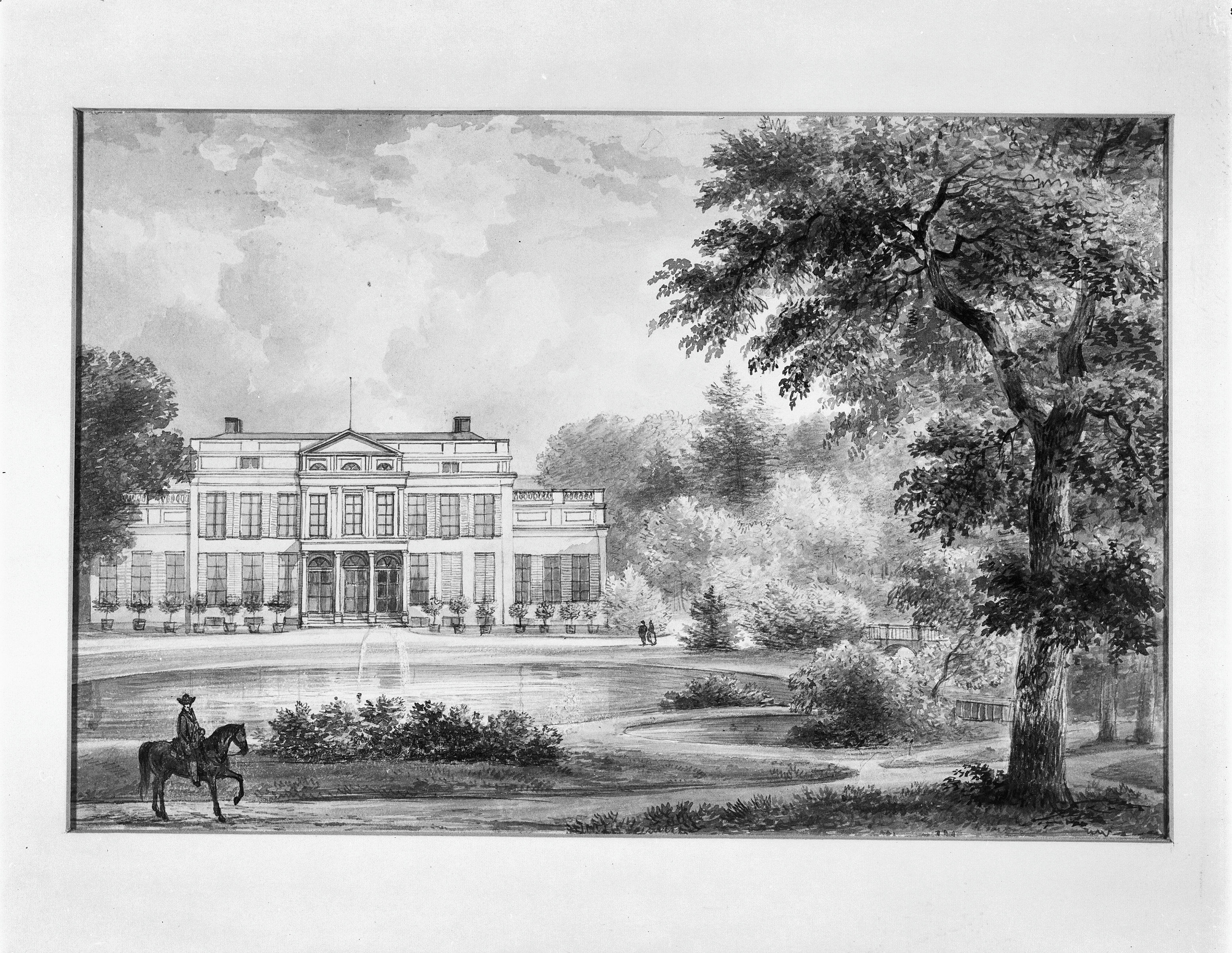
Het Huis te Ubbergen midden 19e eeuw
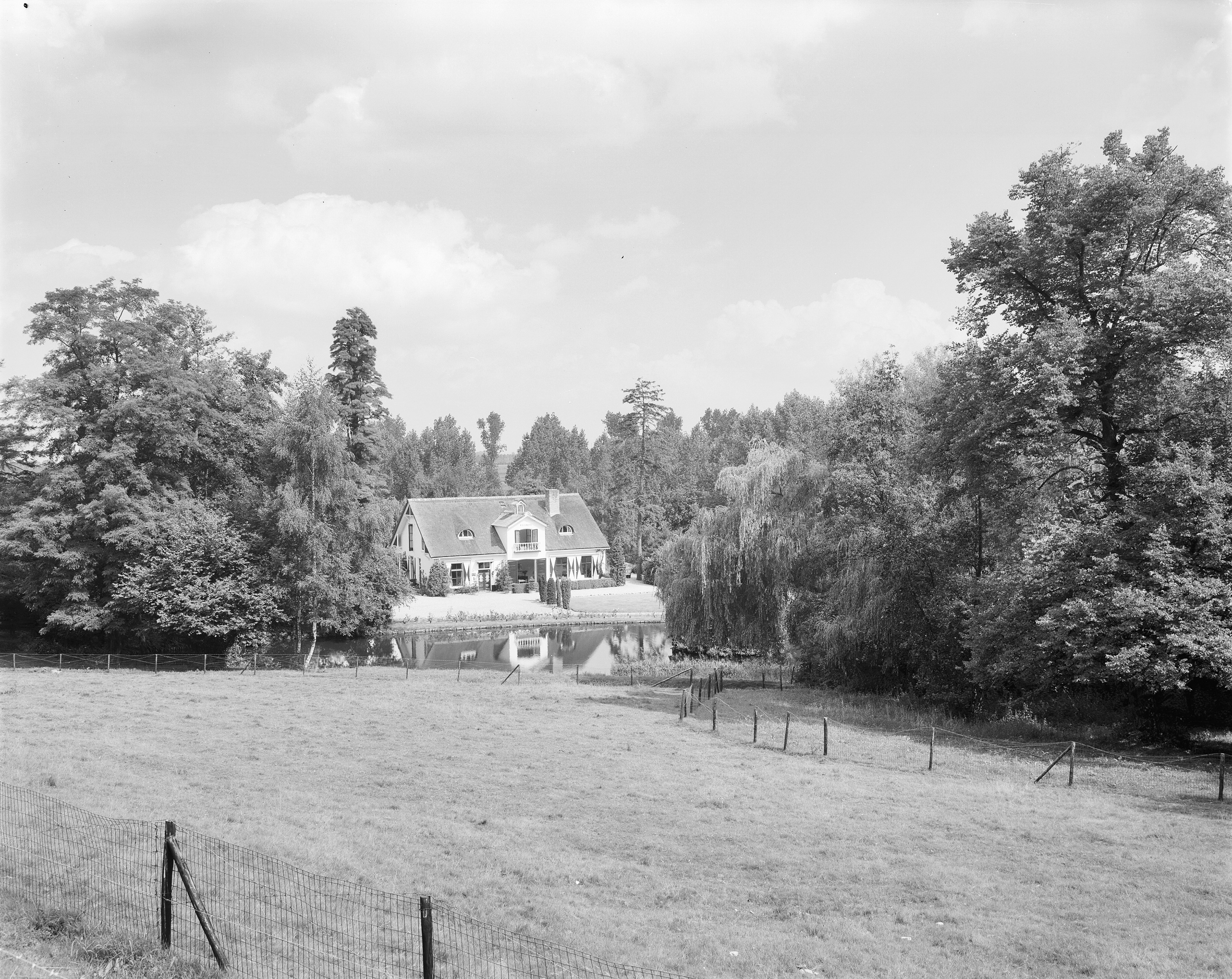
Villa Rozendal in 1981

Aalst · Aardenburg · Acquoy · Aerdt · Agistaldaburg · Ahof · Aldenhaag · Aller · Ambe · Ammersoyen · Ampsen · Andelst · Angeroyen · Appelburg · Appelse walburg · Appeltern · Arler · Baak · Babberich · Baer · Baerle · Bakerbosch · Balgoij · Barlham · Batenburg · Beek · Beerenclaauw · Bemmel · Bevervoorde · Bergh · Biljoen · Bingerden · Blankenborg (Laren) · Blankenborg · Blauwe Huis · Blokhuis (Ravenswaaij) · Boelenham · Boetselaersborg · Borculo · Boswaai · Brakel · Den Brakel · Den Bramel · Bredevoort · Broekhuizen · Bronkhorst · Bruchem · Bruinhorst · Brunsberg · Bulkestein · Bunswaard · Burcht van Tiel · Buren · De Buurse · Byland · Byvanck · Caetshage · Camphuysen · De Cannenburch · de Cloese · Coldenhove · Culemborg · Dedinckweerd · Delwijnen · Didam · Diepenbroek · Hof te Dieren · Huis Dijck · Dikke Tinne · Doddendaal · Dodewaard · Doornenburg · Doornik · Doorwerth · Dooyenburg · Dorth · Doseburg · Drakenburg · Dreumel · Druten · Duivelshuis · Eerbeek · De Ehze · Elburg · Eldrik · Emmerik · Engelenburg · Groot Engelenburg · Engelrode · Enghuizen · Enspijk · De Essenburgh · Essenpas · Est · Fokkinck · Gameren · Geerestein · Geldermalsen · De Gelderse Toren · Geldersweerd · Gellicum · Gendt · Gennepestein · Glindhorst · Goudenstein · ‘s-Grevenhoef · Groot Hell · Groenlo · Groesbeek · Huis te Groesbeek · Grunsfoort · Gulden Spijker · Hackfort · Hackforts Veenhuis · Hagen · Hagevoort · Hamerden · Hanepol · Harreveld · Harslo · Hassink · Het Haveke · Hedel · Heeckeren · De Heegh · Hees · De Heest · Hellouw · Hemmen · Hernen · Motte van Hernen · Heumen · Heusden · Hoekelum · Hoekenburg · De Hoeve · De Hof · Hof d'Ooy · Hof van Arkel · Huis het Holt · Holthuis · Het Holtslag · Ter Horst · Houberg · St. Hubertus · Huissen · Hulhuizen · Hulkestein · Hulsen · Hunneschans bij De Duno · Hunneschans bij Uddel · Jonker Bloo · 't Joppe · De Kamp · Karssenberg · Kemnade · Keppel · Kermestein · Kernhem · Kervel · Kiefskamp · De Kinkelenburg · Klein Enghuizen · Kleverburg · Kortenhoeve · Laag Helbergen · Lakenburg · Landfort · Langen · Latenstein · De Lathmer · Lathum · Ter Lede · Leegpoel · Leemcuyl · Leeuwen · Leeuwenbergh · Lensenburg · Lent · Leur · Leuvenum · Leyenburg · Lichtenvoorde · Lievenstein · Loenen · Loevestein · Loil · Loowaard · Luynhorst · Hof te Maasbommel · Magerhorst · Malburgen · Malderburcht · Malsen · Manhorst · Marhulsen · De Marsch · Marveld · Mathena · Maurik · Medel · Medestein · 't Medler · Meinerswijk · De Mellard · Mensink · Mergelp · Meteren · 't Meyerink · Middachten · Millingen · Mussenberg · Nagelhorst · Nederhagen · Nederhemert · Neerijnen · Huis Neerijnen · De Nesch · Nettelhorst · Nieuwe Blokhuis ·  Nijburg · Nijenbeek · Old Putten · Notenstein · Nye Huis · Olde Spijker · Oldenaller · Oldenhof (Driel) · Oldenhof (Heteren) · De Ooij · Oolde · Oud Oolde · Oosterhout · Ophemert · Opijnen · Oud Ampsen · Oude Blokhuis · Het Oude Loo · Oude Voorst · Oudenborch · Oud-Wisch · Huis te Overasselt · Overeng · Overhagen · Overlaar · 't Oye · Palmestein · De Parck · Persingen · Plekenpol · Ploen · Pluimenburg · Poederoijen · Poelwijck · Poelwijk · De Pol (Dreumel) · Huis de Poll (Huis te Gietelo) · De Poll (Huissen) · Pollenbering · Pollenstein · Puttenstein · Het Raasink · Ravenhorst · De Rees · Ressen · Reuversweerd · Reygersfoort · Rhijnestein · Huis Rijswijk · Rode Toren · Roode Wald · Rosande · Rosendael · Rossum · Rumpt · Ruurlo · Rijsselt · Schadewijk · Schaffelaar · Scherpenzeel · Schoonbroek · Schoonderbeek · Schoonenburg · Schuilenburg · Schuilkerke · Hof te Seelbeek · Sevenaer I · Sevenaer II · Sinderen (Oude IJsselstreek) · Sinderen (Voorst) · Slangenburg · Sleeburg · Slimsijp · De Snor · Soelen · Spaansweerd · Spaldorp · Spijk · Staverden · Sterkenburg · Swanepol · Tarthorst · Teisterbant (Kerk-Avezaath) · Teisterbant (Kerkdriel) · Ter Dicke · Tolhuis · Tolhuis (Tiel) · Tollenburg · Tongerlo · Toren van Wely · Tuil · Ubbergen · Uilenburg (Ewijk) · Uilenburg (Heteren) · Ulenpas · Ulft · Upladen · Valburg · Valkhofburcht · Valkhofpalts · Vanenburg · Varik · Hof te Varsseveld · 't Velde · Velhorst · Verwolde · Vierakker · De Voorst · Voorstonden · Vorden · Vosbergen · Vredenburg · Vredestein (Driel) · Vredestein (Ravenswaaij) · Vuren · Waardenburg · Waddestein · Wadenoijen · Waede · Wageningen · Walfort · 't Waliën · De Wardt · Watergoor · Watermeerwijk · Wayenstein (Huis te Herwijnen) · Well (Huis van Malsen) · Weijenrade · Westenburg · Westerholt · Weurt · De Wiersse · Wijenburg (Echteld) · De Wildenborch · De Wildt · Wilp · Wilperhorst · Winssen · Wisch · Wychen · Wolfswaard · Woolbeek · Yrst · IJzendoorn · Zeeland · Zilveren Spijker · Zuilichem · Zwaluwenburg · Zwanenburg (Heerde) · Zwanenburg (Megchelen)